# シネカノン
株式会社シネカノン（cinequanon）は、 かつて存在した日本の独立系映画会社。映画制作、映画配給、映画館運営、飲食店運営を主な事業とする。代表作は『月はどっちに出ている』『パッチギ!』『フラガール』など。社名はラテン語のsine qua non（絶対不可欠な）とcine（映画）をかけた造語。
経営破綻し、2010年1月28日に東京地裁に民事再生法の適用を申請した。

## 沿革
- 1989年 - 李鳳宇（リ・ボンウ）によりシネカノン設立。ポーランド映画『アマチュア』初の配給。
- 1990年 - 朝鮮映画祭、企画配給。
- 1992年 - 北朝鮮と日本の合作映画『バード』（リム・チャンボン監督）を製作。
- 1993年 - シネカノン独自での初の映画制作。『月はどっちに出ている』にて4億円を超える興行収入、各映画賞受賞。
- 1994年 - 初の韓国映画『風の丘を越えて～西便制（ソピョンジェ）』を配給。
- 1995年 - アミューズと共同で「アミューズシネカノン」を設立[3]。
- 1998年 - 『のど自慢』制作・配給。
- 2000年 - 韓国映画『シュリ』配給[2]。観客動員数約130万人、18億5000万円の興行収入。
- 2002年 - シネカノン初の日韓合作映画『KT』、李鳳宇が制作総指揮。
- 2003年 - 『ジャンプ』配給。
- 2004年 - 『パッチギ!』制作・配給[2]。
- 2005年 - シネカノン全額出資のシネカノンコリア設立[2]、韓国ソウル市内に日本映画上映館をオープンするが、2008年に競売を受け破産。
- 2006年 - 信託ファンド商品「シネマ信託」を開始するが、2009年1月に行政処分を受け取り消し。
- 2007年 - 2006年作品『フラガール』が第80回キネマ旬報ベストテン邦画第1位となり、第30回日本アカデミー賞最優秀作品賞を受賞。
- 2009年 - 舞台・ミュージカル制作事業の第1弾としてフジテレビと共同で舞台『パッチギ!』を制作。
- 2010年1月28日 - 総額47億300万の負債を抱えて東京地裁に民事再生法の適用を申請[2]。
- 2011年2月21日 - スポンサーのジャック・グループが設立した「ジェイ・シネカノン[4]」へシネカノン著作物70作品を譲渡する。

## シネカノン・ファンド
2006年2月、シネカノンは日本国内で、「シネマ信託〜シネカノン・ファンド第1号〜」を開始することを発表した。これは、シネカノンが製作および買付けを行う劇場用映画を投資対象とする個人投資家向け信託商品である。ファンドの総額は46億円で、シネカノンが2006年から2007年に制作または買付ける約20作品を投資対象とした、日本最大規模の映画ファンドである。ファンド期間は、2006年4月24日 - 2011年3月31日である。
シネカノンは作品の知的財産権などを「ジャパン・デジタル・コンテンツ信託株式会社（現・JDC株式会社）」に信託し、ファンド化することで投資家に販売した。これにより、シネカノンは借金をしないで制作資金を確保し、映画興行の当たり外れのリスクを負うことなく映画の制作や買付けができた。興行収入など作品からの収益の多くは信託会社に渡り、一部が投資家に分配される。
ジャパン・デジタル・コンテンツ信託株式会社は、顧客の資産流用など経営体制に問題があるとされ、2009年9月15日に金融庁から信託免許を取り消される行政処分を受けたため、同年11月1日付で東証から上場廃止となった。
2010年7月時点で同信託会社は存続しており、同社サイトにて事業報告が公表されたが、シネカノン・ファンドについての記述はない。その後、2010年10月までに同サイトにはアクセス制限がかけられ、ユーザー名とパスワードによる認証を得た者のみ閲覧可能な状態となっている。

## 主な配給・制作映画
- 月はどっちに出ている（1993年）
- ギターはもう聞こえない（1994年）
- カップルズ（1996年）
- のど自慢（1999年）
- ビッグ・ショー! ハワイに唄えば（1999年）
- シュリ（2001年）
- 光の雨（2002年）
- JSA（2002年）
- KT（2002年）
- スキャンダル（2003年） 松竹と共同配給
- さよなら、クロ（2003年）
- ゲロッパ!（2003年）
- ヴァイブレータ（2003年）
- 誰も知らない（2004年）
- パッチギ!（2004年）
- ゆれる（2006年）
- ジダン 神が愛した男（2006年）
- フラガール（2006年）
- 麦の穂をゆらす風（2006年）
- 魂萌え!（2007年）
- フリージア（2007年）
- キトキト!（2007年）
- 恋するマドリ（2007年）
- 歓喜の歌（2008年）
- 歩いても 歩いても（2008年）
- ラストゲーム 最後の早慶戦（2008年）
- ハルフウェイ（2009年）
- 真夏の夜の夢（2009年）

## シネカノン関連事業部

### 劇場運営
現存し他社に継承された映画館
- ヒューマントラストシネマ有楽町 - 旧「シネカノン有楽町2丁目」。東京テアトルが継承（シアター1：162席、シアター2：63席）
- ヒューマントラストシネマ渋谷 - 旧「アミューズCQN」。東京テアトルが継承（シネマ1：200席、シネマ2：183席、シネマ3：60席）
- 角川シネマ有楽町 - 読売会館、旧「シネカノン有楽町1丁目」。角川シネプレックス→角川書店が継承（257席）

かつて存在した映画館
- 銀座シネ・ラ・セット - 2004年1月31日閉館
- 渋谷シネ・ラ・セット - 2008年1月閉館
- シネカノン神戸1・2 - 2008年12月20日閉館
- ヒューマントラストシネマ文化村通り - 旧「シネ・アミューズ」。2009年10月31日閉館

### その他の事業
映画・映像ソフト事業
- 映画配給・制作、宣伝、版権管理など

舞台製作事業
- 舞台『パッチギ!』- 2009年12月。フジテレビとの共同製作

飲食店運営
- Bis!Cafe（カフェ&バーガーレストラン）など全7店舗

## テレビ番組
- 日経スペシャル ガイアの夜明け "韓流"奔る ～韓国映画ビジネスの奇跡～（2004年7月13日、テレビ東京）[6]

## 関連会社
- シネカノンコリア - CQNミョンドンの劇場運営（2008年4月閉鎖）。